# Euston-Seen

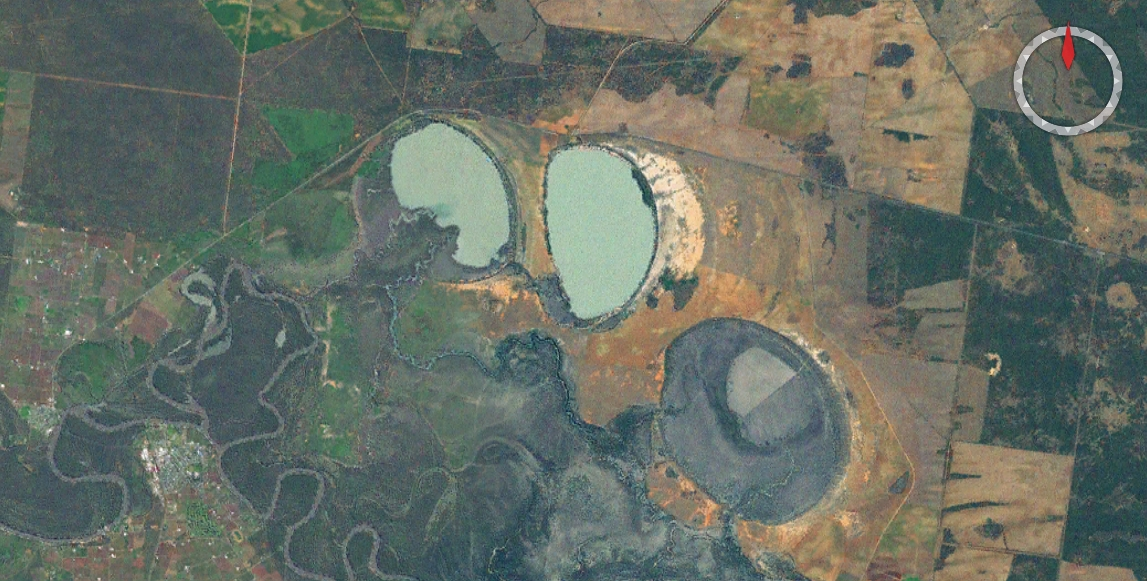
Die Euston-Seen

Die Euston-Seen (englisch Euston Lakes) sind eine Gruppe von drei endorheischen Seen in New South Wales nahe der Grenze zu Victoria in Australien. Die Seen liegen etwa zehn Kilometer nordöstlich der Stadt Robinvale und sind jeweils etwa drei Kilometer lang. Sie werden von dem Murray River über den Taila Creek gespeist. 
Die Seen sind von West nach Ost:
- Dry Lake
- Lake Benanee
- Lake Caringay (auch Lake Noeyango)

Wegen Wassermangel wurden die Seen Ende 2007 von der Wasserversorgung abgeschnitten, jedoch zwei Jahre später wieder an den Murray River angeschlossen, zunächst (August 2012) allerdings nur zwei der drei Seen mit Wasser gefüllt. Lake Caringay, der seit den frühen 1960er Jahren vom System abgeschnitten ist, blieb trocken.